# Размыслов, Питирим Иванович
Питирим Иванович Размыслов (1906, Слудка, Вологодская губерния — 1968, Москва) — советский психолог и политический деятель.

## Биография
Родился в селе Слудка (ныне — в Сыктывдинском районе Республики Коми).
Окончил педтехникум повышенного типа в Усть-Сысольске в 1925 году, после чего был направлен на работу учителем в школе I ступени в село Краснобар (ныне — в Ижемском районе). Там же основал школу крестьянской молодёжи (ШКМ). В 1927 году переехал в Москву, где поступил на учёбу во 2-й МГУ; в 1931 году закончил обучение на 3 курсе и поступил в аспирантуру Института психологии, педологии и психотехники. Осенью 1934 года завершил аспирантуру и был оставлен при институте в должности старшего научного сотрудника и учёного секретаря института.
Осенью 1935 вернулся в АО Коми, где занял должность заместителя директора по учебной части в Коми государственном педагогическом институте (КГПИ). В 1936 году защитил диссертацию, и ему было присвоено звание кандидата психологических наук. С сентября 1937 по июль 1938 года исполнял обязанности директора педагогического института.
Летом 1938 года занял должность второго секретаря местного обкома партии, а 26 июля 1938 года на первой сессии Верховного Совета Коми АССР первого созыва был номинально избран первым председателем Верховного Совета Коми АССР.
28 февраля 1939 года выступил с критическим докладом на Шестнадцатой областной партконференции, а уже 5 апреля 1939 года за «беспринципное и непартийное» выступление был освобождён от работы, выведен из составов членов бюро и пленума обкома партии. 18 августа того же года был уволен с должности председателя Верховного совета Коми АССР.
В 1939 году переехал из Сыктывкара в Москву, где вернулся на прежнее место работы: старшим научным сотрудником в Институт психологии на должность заместителя директора по научно-исследовательской работе.
В июле 1941 года вступил в ополчение, а в октябре 1941 в ходе боевых действий был контужен под Ельней и два года пробыл в плену, в смоленском и минском концлагерях. В 1944 году в ходе наступления советских частей бежал и присоединился к соединениям РККА.
В августе 1945 года вернулся в московский Институт психологии, где продолжал работать до самых последних своих дней. В 1949 году в Москве родился его сын, Юрий, впоследствии известный советский и российский математик.
В послевоенные годы активно печатался в журналах «Вопросы психологии», «Семья и школа», «Начальная школа», совмещал исследовательскую работу в Институте психологии с преподаванием в Московском областном пединституте, стал соавтором учебника «Возрастные особенности школьников». Был одним из организаторов и участников XVIII международного конгресса психологов в Москве в 1966 году.
Скончался в 1968 году.

## Научные публикации
- Размыслов П. И. Вопросы полового воспитания. (О 1-й Московской обл. конференции по сексуальной педагогике 20—23 января 1930 г.) // Народный учитель. — 1930. — № 3. — С. 69—70.
- Размыслов П. И. Больше внимание психологии // За коммунистическое просвещение. — 1932. — 12 августа. — С. 4.
- Размыслов П. И. Об ошибках тов. Боровского // Книга и пролетарская революция. — 1934. — № 3. — С. 105—110.
- Размыслов П. И. О «культурно-исторической теории» психологии Выготского и Лурия // Книга и пролетарская революция. — 1934. — № 4. — С. 78-86.
- Корнилов К. Н., Музылев Ф. И., Размыслов П. И., Теплов Б. М., Шварц Л. М. (ред.). Ученые записки Государственного научно-исследовательского института психологии. Т. 1-2. — М., 1940—1941.
- Размыслов П. И. Роль коллектива в формировании самосознания школьника // Семья и школа. — 1951. — № 6.
- Размыслов П. И. Возрастные и индивидуальные различия в запоминании эмоционально-образного и абстрактного материала // Вопросы психологии памяти / Под ред. А. А. Смирнова. — М., 1958.
- Размыслов П. И. Формирование воли у младших школьников // Психология младшего школьника. — М., 1960.
- Размыслов П. И. Эмоции младших школьников // Психология младшего школьника. — М., 1960.
- Размыслов П. И. Интересы младших школьников // Психология младшего школьника / под ред. Е. И. Игнатьева. — М.: Изд. АПН РСФСР, 1960. — С. 202—214.
- Размыслов П. И. Вопрос о природе психического в свете трудов классиков марксизма // Философские науки. — 1962. — № 4.
- Размыслов П. И. Проблема возрастных и индивидуальных различий в трудах Н. К. Крупской // Вопросы психологии. — 1969. — № 1. — С. 3-14.

## Награды
- две медали «За отвагу» (18.2.1945, 19.5.1945)[1]